# Maxillopoda
Maxillopoda – wyróżniana przez część autorów gromada skorupiaków. Przedstawiciele znani od kambru.
Należą tu skorupiaki wolno żyjące, prowadzące osiadły tryb życia oraz pasożytnicze, których tułów zbudowany jest z sześciu segmentów (tylko niekiedy z pięciu lub czterech), a odwłok z pięciu. Dobrze wykształcone aparaty gębowe, często służą do odfiltrowywania cząstek pokarmowych. Odnóża tułowiowe pełnią funkcję lokomotoryczną lub powodują wytwarzanie prądów wodnych podprowadzających pokarm do otworu gębowego, nigdy nie pełnią funkcji oddechowych i nie mają wyrostków żujących. Odnóży odwłokowych brak.

## Systematyka
Zakres grup wchodzących w skład Maxillopoda oraz monofiletyczność takiego taksonu są od początku przedmiotem kontrowersji. Dane morfologiczne i molekularne wspierające ich monofiletyzm są skąpe i od każdej z proponowanych synapomorfii znajduje się wyjątki, co może być jednak wynikiem miniaturyzacji i przystosowania do pasożytnictwa. Na korzyść Maxillopoda jako grupy naturalnej argumentowali m.in.: w 1983 Newman i Grygier, Walossek w 1993 i Wills w 1997. Z wyróżniania Maxillopoda zrezygnowali m.in.: Grygier w 1996 i Gruner w 1993. Martin i Davis w 2001 podtrzymali wyróżnianie tej gromady ze względu na jej użyteczność, jednak z zastrzeżeniami co do monofiletyzmu. Maxillopoda w randze gromady wyróżnia również praca systematyczna Ahyonga i 12 innych autorów z 2011. Z wyróżniania Maxillopoda zrezygnowali autorzy polskich podręczników: Jura (2005), Jażdżewski i inni w: Błaszak (2011) oraz Komosiński w: Boroń i Szlachciak (2013). Rezygnacja z Maxillopoda oznacza, że zaliczane doń podgromady uzyskują rangę gromad. Zasadność tego kroku potwierdzają najnowsze analizy filogenetyczne. Według publikacji Oakleya i innych z 2012 poszczególne grupy Maxillopoda należą do dwóch różnych linii ewolucyjnych: Multicrustacea i Oligostraca. Zgodnie z tą publikacją baza World Register of Marine Species zrezygnowała z Maxillopoda na rzecz Multicrustacea i Oligostraca w randze nadgromad, traktując jako gromady dawne podgromady Maxillopoda.
W przypadku uznawania Maxillopoda ich systematyka była różna w zależności od autora. Newman w 1992 zaliczał tu 6 podgromad: widłonogi (Copepoda), wąsonogi (Cirripedia), workowce (Ascothoracica), tarczenice (Branchiura), wąsoraczki (Mystacocarida) i małżoraczki (Ostracoda). 
Martin i Davis w 2001 oraz Ahyong i inni w 2011 zaliczali tu 6 inaczej zdefiniowanych podgromad: Thecostraca, Tantulocarida, tarczenice, wrzęchy (Pentastomida), wąsoraczki, widłonogi.